# Dedinszky Gyula
Dedinszky Gyula (Dunagálos, 1905. március 24. – Békéscsaba, 1994. május 22.) evangélikus lelkész, helytörténész, néprajzkutató.

## Életpályája
Szülei: Dedinszky János és Stollmann Anna voltak. Dunagáloson három elemit végzett. A gimnázium első évét Újverbászon végezte, majd Békéscsabára került; 1923-ban érettségizett. Egyetemi tanulmányait a Pécsi Tudományegyetem soproni iskolájában végezte el, ahol Pröhle Károly és Deák János oktatták. 1927-1928 között a Helsinki Egyetem teológiai szakán tanult. 1928-ban Kiskőrösre került segédlelkésznek. 1929-ben Ipolyvecen és Szarvason szolgált. 1931-ben visszahívták Kiskőrösre, ahol lelkész lett. 1938-ban Pest-Pilis-Solt-Kiskun vármegye törvényhatósági bizottságának tagja lett. E tisztségéről lemondott, amikor 1942-ben Békéscsabára került. 1948-ban minden egyházi tisztségétől megfosztották, így háttérben működő lelkészként szolgált 1972-ig.
Néprajzi gyűjtőmunkájáért 1981-ben Sebestyén Gyula-emlékéremmel tüntették ki. 1990-ben Békéscsabán Pro Urbe kitüntetést kapott. 1992-ben az Evangélikus Teológiai Akadémia Békéscsabán az egyetem tiszteletbeli teológiai doktorává avatta.

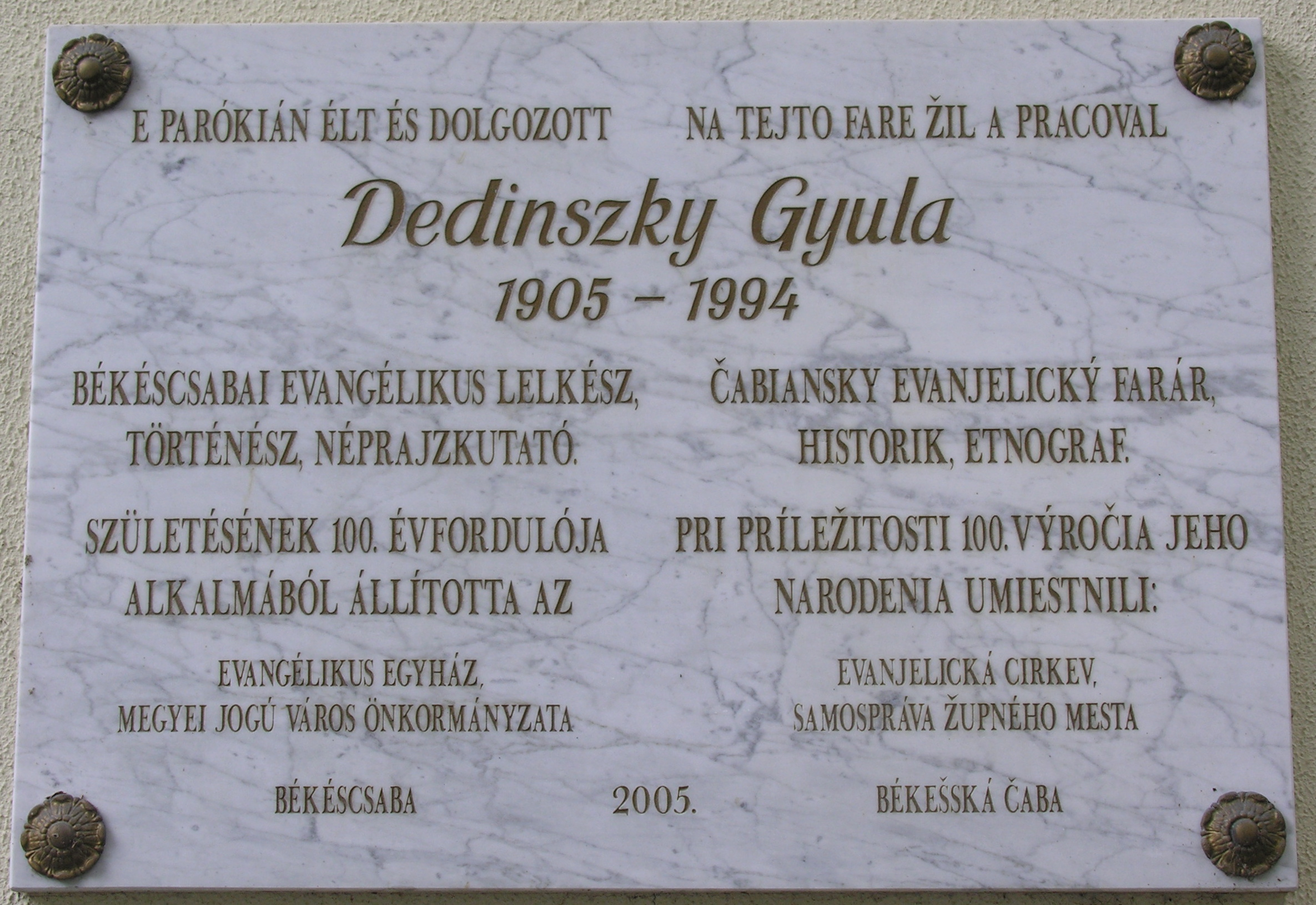
Dedinszky Gyula emléktáblája Békéscsabán (Szent István tér 20.)

## Magánélete
1931. szeptember 15-én Budapesten, a IV. kerületben házasságot kötött Veres Margit Gizellával, Veres Kálmán és Komáromi Judit Lujza gyermekével. Két gyermekük született.

## Művei
- Békéscsaba nyelvi és vallási képének alakulása (1965)
- A Békéscsabát újraalapító telepesek származási helye a helységnevekből képzett családnevek alapján (1978)
- Stark Adolf békéscsabai szőlőnemesítő (1981)
- A Békéscsabán szolgált evangélikus lelkészek, segédlelkészek, vallástanárok és hitoktatók életrajzai 1718-1985-ig (1985)
- Szól a harang. Néprajzi tanulmányok (1986)
- A szlovák betű útja Békéscsabán. Cesta slovenskej litery na Cabe. (1987)
- Békéscsabai családnevek a 18. században. Békéscabianske priezviska v 18. storoci. (1988)
- A Biblia néprajza (1991)
- Írások Békéscsaba történetéből, néprajzából (1993)
- Csabai tájszótár. Cabjanskí nárecovi slovnik. (1993)
- Vidám Csaba (2013) Mazán László illusztrációival[8][9]